# Eiermarkt

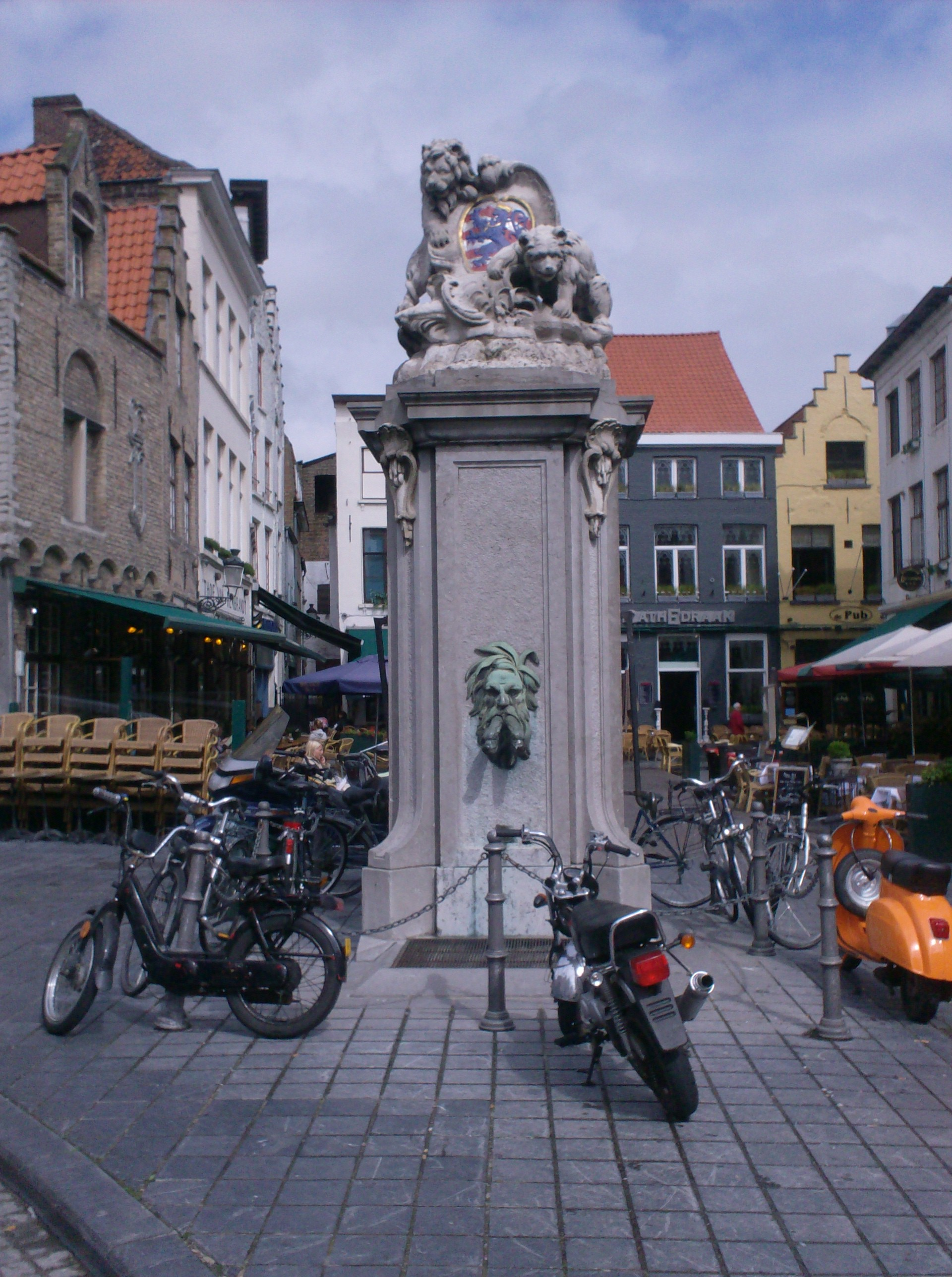
Pomp aan de Eiermarkt

De Eiermarkt is een klein plein in Brugge.

## Beschrijving
Deze plek heette oorspronkelijk Bergpoel of Ten Berghpoele. Galbert van Brugge beschreef het als een moerassige poel, waarin men kon verdrinken en waarin soms lijken van geëxecuteerde misdadigers werden geworpen. Men moet bedenken dat men zich hier aan de achterkant van de Grote Markt bevond. De naam Bergpoel bleef in gebruik tot in 1600.
Ondertussen kwam ook de naam Eiermarkt in gebruik, die aanvankelijk meer op de activiteit dan op de plek betrekking had. Het was immers de plaats waar, modderpoel of niet, de handel in zuivelproducten zijn centrum had. In 1288 bestond er al een Boterhuis of Boterhalle. De halle werd in 1404 herbouwd, maar in 1540 verlaten voor het nieuwe Boterhuis in de Sint-Jakobsstraat. In 1580 werd de halle op de Eiermarkt wegens bouwvalligheid gesloopt.
De Eiermarkt bestaat uit drie delen:
- een vierhoekig plein, dat aan de kant van de Grote Markt afgesloten werd door de Sint-Kristoffelkapel en thans door de achterkant van horecazaken. Sinds het laatste kwart van de 20ste eeuw zijn er niets dan horecazaken gevestigd.
- een tweede gedeelte maakt eigenlijk deel uit van de straten aldaar en is niet als plein herkenbaar.
- een derde deel is het korte straatstuk vanaf de Markt tot aan de eigenlijke Eiermarkt.

De Eiermarkt loopt vanaf de hoek van de Markt, met als begrenzing de Geldmuntstraat aan één zijde en de Kuipersstraat aan de andere. De Sint-Jakobsstraat mondt er in uit, evenals de Geernaartstraat en de Rozemarijnstraat.

## Bewoners
- Jozef Van Walleghem, kroniekschrijver einde 18de eeuw
- Achiel Van Acker, antiquaar van 1934 tot 1938 op het adres Eiermarkt 5.